# Міжнародна школа мистецтв «Монтессорі центр»
Міжнародна школа мистецтв «Монтессорі центр» — два заклади позашкільної освіти у Києві. Спеціалізується на навчанні дітей та дорослих образотворчому мистецтву, музичному мистецтву та хореографії.

## Історія
Школу засновано 1 серпня 2011 року за ініціативи Ганни Росенко. Вона взяла за основі філософію педагогіки Монтессорі, запропоновану в першій половині XX ст. італійським педагогом Марією Монтессорі для навчання дітей образотворчому мистецтву, музичному мистецтву та хореографії. Педагоги мають виховувати в учнях впевненість у власних силах, добре ставлення до себе, бути терплячими.

## Напрямки діяльності
Школа приймає дітей віком від трьох років. Вікових обмежень для дорослих немає. В школі працює 55 педагогів і вчаться 850 студентів.

### Структура
- Музична школа. Уроки: фортепіано, вокалу, гітари, барабанів, скрипки, саксофону, флейти, віолончелі; ранній музичний розвиток.
- Художня школа. Уроки: живопису та малюнку, ліплення; курси мультиплікації; курси комп'ютерної графіки.
- Школа танців. Уроки балету; сучасні танці.
- Montessori English School: англійська мова, іспанська мова, японська мова.
- Курси крою та шиття.
- Студія йоги.

Директор — Ганна Росенко.

## Конкурси
З 2014 року школа організовує музичні змагання, мистецькі конкурсіи, виставки й фестивалі хореографії, серед них:
| Всеукраїнська музична олімпіада «Голос Країни» | Всеукраїнська музична олімпіада «Голос Країни» | Всеукраїнський конкурс образотворчого мистецтва #МИСТЕЦТВО | Всеукраїнський конкурс образотворчого мистецтва #МИСТЕЦТВО |  | Всеукраїнський відкритий вокальний і хоровий конкурс «VOCAL.UA» | Конкурс образотворчого мистецтва «ChildOpenArt» |
| ---------------------------------------------- | ---------------------------------------------- | ---------------------------------------------------------- | ---------------------------------------------------------- |  | --------------------------------------------------------------- | ----------------------------------------------- |

В рамках організації та проведення конкурсів і виставок школа співпрацює з українськими композиторами, диригентами, музикантами, художниками, музикознавцями і музичними діячами: Євгеном Станковичем, Євгеном Савчуком, Андрієм Чебикіним, Максимом Тимошенком, Олександром Василенком, Оксаною Нікітюк, Олексієм Скрипником, Олегом Безбородьком, Дмитром Гаврильцем, Іваном Єргієвим, Золтаном Алмаші, Лесею Горовою, Ларисою Дедюх, Лесею Олійник.